# Lizzie Borden
Lizzie Andrew Borden (19 tháng 7 năm 1860 – 1 tháng 6 năm 1927) là một phụ nữ độc thân người New England, Lizzie và chị gái của mình, Emma Lenora Borden (1851-1927), đã có một sự giáo dục tương đối tôn giáo và tham dự Hội Trung ương giáo đoàn. Là một phụ nữ trẻ, Lizzie đã rất tham gia vào các hoạt động liên quan đến nhà thờ, trong đó có giảng dạy trường Chúa nhật cho con cái của những người nhập cư gần đây tới Mỹ. Cô cũng đã tham gia vào các tổ chức Kitô giáo như Kitô hữu Endeavor Hội, mà cô từng là thư ký thủ quỹ, [ 8 ] và các phong trào xã hội đương đại như Christian Temperance Hội Liên hiệp Phụ nữ (WCTU). [ 9 ] Cô cũng là một thành viên của trái cây và hoa sứ mạng ' Ladies.
Ba năm sau cái chết của Sarah Anthony (Morse) Borden (1823-1863), người vợ đầu tiên của Andrew và mẹ Lizzie và Emma, Andrew kết hôn Abby Durfee Gray. Lizzie nói, trong thời gian cảnh sát thẩm vấn và trong các cuộc điều tra, mà cô gọi là mẹ kế " bà Borden " và ngần ngại về việc liệu họ đã có một mối quan hệ thân mật. Lizzie tin rằng Abby là sau khi tiền của cha cô. [ 10 ] Trong các cuộc điều tra, các ' Bordens sống trong hầu gái Bridget Sullivan làm chứng rằng Lizzie và Emma hiếm khi ăn bữa ăn với cha mẹ của họ. [ 11 ] Trong tháng năm 1892 Andrew, tin rằng chim bồ câu trong chuồng đã thu hút trẻ em địa phương để săn chúng, giết chết chim bồ câu với một cái rìu. Lizzie gần đây đã xây dựng một cây để chim đậu cho chim bồ câu và rất buồn ở cái chết của họ. Một đối số gia đình trong tháng 7 năm 1892 khiến cả hai chị em đi mở rộng "kỳ nghỉ " ở New Bedford. Quay trở lại với Fall River tuần trước khi những vụ giết người, Lizzie đã chọn ở lại trong một ngôi nhà chung phòng Fall River bốn
ngày trước khi trở về nơi cư trú của gia đìnhCăng thẳng đã được phát triển trong các gia đình trong những tháng trước khi vụ giết người, đặc biệt là qua những món quà của Andrew bất động sản đối với các ngành khác nhau trong gia đình của Abby. Sau khi chị gái mẹ kế của họ đã nhận được một ngôi nhà, các chị em đã yêu cầu và nhận được một tài sản cho thuê (nhà họ đã sống cho đến khi mẹ mất) mà họ mua từ người cha của họ cho $ 1; một vài tuần trước khi những vụ giết người, họ đã bán được tài sản lại cho người cha của họ cho $ 5,000 ($ 131,685 như ở năm 2016). [ 1 ] [ 13 ] Trong đêm trước vụ giết người, John Vinnicum Morse, anh trai của mẹ quá cố của Lizzie và Emma, đến thăm và được mời ở lại một vài ngày để thảo luận về các vấn đề kinh doanh với Andrew. Một số tác giả đã suy đoán rằng cuộc nói chuyện của họ, đặc biệt là về chuyển giao tài sản, có thể làm trầm trọng thêm tình hình vốn đã căng thẳngĐối với một vài ngày trước khi vụ giết người, toàn bộ hộ gia đình đã bị ốm dữ dội. Một người bạn của gia đình sau đó suy đoán rằng thịt cừu còn lại trên bếp để sử dụng trong các bữa ăn trong vài ngày là nguyên nhân, nhưng Abby đã lo sợ ngộ độc, như Andrew Borden đã không được một người đàn ông nổi tiếng. [ 14 ] Cần lưu ý rằng Bordens đã có một hộp đựng nước đá, và một số nhà sử học cho rằng thời tiết nóng vào thời điểm đó làm cho nó không chắc nó không được sử dụng. là nhân vật trung tâm trong vụ án sát hại cha và mẹ kế của cô bằng rìu vào 4 tháng 8 năm 1892 ở Fall River, Massachusetts, Hoa Kỳ.Cha cô ta bị chém 13 nhát, người mẹ kế chịu 18 nhát và đều vỡ hộp sọ. Sau hơn nửa năm tranh cãi ở tòa án, cuối cùng Lizzie được xử trắng án vì không đủ chứng cứ để buộc tội cô. Cô nhanh chóng thừa hưởng số gia tài kết xù và chuyển nhà đến một nơi thuộc bậc thượng lưu với người chị gái Emma. Tiếng tăm của vụ án kéo dài trong văn hoá đại chúng Mỹ và ngành tội phạm học.